# Coccidulinae
Sous-famille
Les Coccidulinae sont une sous-famille de coléoptères créée par Étienne Mulsant (1797-1880) en 1846. Elle comprend des coccinelles de forme oblongue.

## Liste des genres
Selon ITIS :
- genre Anovia Casey, 1908
- genre Azya Mulsant, 1850
- genre Coccidula Kugelann, 1798
- genre Exoplectra Chevrolat in Dejean, 1837
- genre Pseudoazya Gordon, 1980
- genre Rhyzobius Stephens, 1829
- genre Rodolia Mulsant, 1850

## Genresetespècesprésents enEurope
- Coccidula
  - Coccidula rufa (Herbst 1783)
  - Coccidula scutellata (Herbst 1783)
- Lithophilus
  - Lithophilus connatus (Panzer 1796)
  - Lithophilus cordatus Rosenhauer 1856
  - Lithophilus creticus Reitter 1889
  - Lithophilus deserticola Wollaston 1864
  - Lithophilus graecus Reitter 1880
  - Lithophilus kalawritus Reitter 1883
  - Lithophilus khnzoriani Hernando & Ribes 1990
  - Lithophilus marginatus Reitter 1884
  - Lithophilus tauricus Semenov 1902
  - Lithophilus tinerfensis Hodgson 1987
- Rhyzobius
  - Rhyzobius bassus Normand 1938
  - Rhyzobius bipartitus Fuente 1918
  - Rhyzobius chrysomeloides (Herbst 1792)
  - Rhyzobius forestieri (Mulsant 1853)
  - Rhyzobius litura (Fabricius 1787)
  - Rhyzobius lophanthae (Blaisdell 1892)
  - Rhyzobius oculatissimus Wollaston 1857